# Riflessi di me
| Recensione | Giudizio |
| ---------- | -------- |
| Rockol     | 6/10     |

Riflessi di me è il primo album in studio della cantante italiana Francesca Michielin, pubblicato il 2 ottobre 2012 dalla Sony Music.

## Descrizione
Il disco esce a otto mesi di distanza dall'EP d'esordio dell'artista, Distratto, ed è stato anticipato il 31 agosto dal singolo Sola, che ha raggiunto la 13ª posizione della Top Singoli. Il disco contenente 13 tracce, vede nella title track, Riflessi di me, la partecipazione in scrittura della stessa Michielin in collaborazione con Virginio, mentre le musiche sono state in parte affidate ad Elisa; quest'ultima, assieme allo stesso Casalino avevano già collaborato a Distratto, firmando e componendo l'omonimo singolo. Il disco si è avvalso inoltre della supervisione artistica di Elisa e della produzione di Andrea Rigonat.

## Tracce
1. Sola – 4:00 (testo: Roberto Casalino – musica: Elisa Toffoli)
2. Arcobaleni – 3:37 (Matteo Valicelli, Emma Rohan, Ashley Howes, Jez Ashurst, Richard Frederick Stannard, Charlotte Hamson, Natalie Hamson, Laura Brophy, Katie Taylor, Rachel Alderson)
3. Quello che vorrei – 4:02 (testo: Roberto Casalino – musica: Francesca Michielin)
4. Mai più – 3:20 (Matteo Valicelli)
5. Se cadrai – 3:46 (testo: Carlo Bonazza – musica: Elisa Toffoli)
6. Tutto quello che ho – 3:46 (testo: Elisa Toffoli – musica: Gianluca Ballarin, Tyneshia Le Blanc)
7. Distratto – 4:12 (testo: Elisa Toffoli, Roberto Casalino – musica: Elisa Toffoli)
8. Il più bell'abbraccio – 4:03 (Roberto Casalino, Michael Busbee, Kevin Griffin, Joy Megan)
9. Riflessi di me – 3:38 (testo: Virginio Simonelli, Francesca Michielin – musica: Elisa Toffoli)
10. Honey Sun – 5:31 (Francesca Michielin)
11. Non mi dire – 3:37 (Elisa Toffoli)
12. Un nuovo nome – 3:52 (Ermal Meta)
13. Indelebile – 3:30 (testo: Mario Cianchi – musica: Elisa Toffoli)

Tracce bonus nell'edizione di iTunes
1. Honey Sun (Swing Mix) – 4:17 (Francesca Michielin)
2. Riflessi di me (Acoustic Version) – 3:22 (testo: Virginio Simonelli, Francesca Michielin – musica: Elisa Toffoli)

## Formazione
- Francesca Michielin – voce, cori
- Max Gelsi – basso
- Francesco Cainero – basso
- Andrea Fontana – batteria, percussioni
- Carlo Bonazza – batteria
- Andrea Rigonat – chitarra elettrica, chitarra acustica, programmazione
- Christian "Noochie" Rigano – tastiera, sintetizzatore, programmazione
- Cristiano Norbedo – tastiera, sintetizzatore, programmazione
- Gianluca Ballarin – tastiera, pianoforte, organo Hammond, Fender Rhodes
- Simone Bertolotti – tastiera
- Elisa – pianoforte

## Classifiche
| Classifica (2012) | Posizione massima |
| ----------------- | ----------------- |
| Italia            | 4                 |